# Philippe Mitschké
Philippe Mitschké, né le 18 janvier 1931 à Parthenay (Deux-Sèvres) et mort le 24 juin 2012 à Issenheim (Haut-Rhin), est un artiste peintre français, spécialisé dans le thème de l'aéronautique.

## Biographie
Philippe Mitschké a réalisé beaucoup de couvertures de la revue Icare, consacrée à l'histoire de l'aviation.